# 巴哈伊信仰的斋戒
巴哈伊信仰的斋戒，根据巴哈伊信仰的创始者巴哈欧拉在《亚格达斯经》里的律法，巴哈伊信徒需在每年巴哈伊曆的最后一个月崇月，阿亚密哈之后，即公历的3月1日-3月19日，守斋一月（巴哈伊曆一月为19天）。斋戒期间，日出到日落之间禁绝饮食，直到荣月第一天（即公历3月20日日落开始）斋戒结束，庆祝巴哈伊曆新年，即诺露兹节。
义务祈祷和斋戒是巴哈伊信仰中最重要的两项义务。巴哈伊认为其目的在于灵性的提升，使人在精神上接近上帝。

## 历史
巴哈伊信仰的前身巴比教的创立者巴孛在他的波斯语巴扬经中创造了巴哈伊历法，并把最后一个月定为斋月。 巴孛说，斋戒的真正意义在于除了对上帝的显圣者的爱以外，放弃一切，他也提到，是否继续斋戒的律法，要待“上帝将要显圣的祂”（巴比教和巴哈伊信仰中弥赛亚式的人物）视情况而定。巴哈欧拉，称自己是巴孛所预言的那位，继承了斋戒的律法，但在细节上做了改动。
巴哈伊信仰的斋戒与其他宗教的斋戒习俗或律法类似。大斋期是基督教的斋戒时间，赎罪日和许多其他的圣日是犹太人的斋戒日，赖买丹月是穆斯林的斋月。巴哈伊斋戒与其中的赖买丹月斋月最为相似，除了斋月的时间是巴哈伊历所规定的，在公历年中是固定的，而穆斯林斋月采用的是阴历，在公历年中日期有变化。

## 定义
巴哈欧拉在亚格达斯经中规定了斋戒的律法。 在巴哈伊曆的崇月（Month of Ala'，公历3月2日-3月20日）白天日出到日落期间，须守斋，完全禁绝食物、饮料和吸烟。守斋是巴哈伊个人的义务，所有年满15周岁，小于70周岁的巴哈伊均须履行。但并不由巴哈伊行政机构强制执行。某些状况如病患、旅行者等可免除斋戒义务，详见下文。
在除斋月外的其他时间，巴哈伊也允许斋戒，但并不被鼓励，也较少实行。巴哈欧拉允许在斋戒时发愿，这是一个伊斯兰的传统，但他希望，这些发愿能够“指向那些于人类有益的目标”。

## 灵性本质
与义务祈祷一道，斋戒是巴哈伊最重要的宗教义务。巴哈伊认为，这旨在使人在灵性上更接近上帝。守基·阿芬第，巴哈伊信仰的圣护解释道，“这在本质上是一段冥思与祈祷，灵性复原的时间，在这段时间内，信徒应努力重新调整他们的内在生命，恢复和振兴他灵魂中潜在的灵性力量。所以，它（斋戒）的重要性和意义，在本质上是灵性的。斋戒是象征性的，提醒人戒除自私和肉欲。”

## 与斋戒相关的律法
在巴哈欧拉的律法书，亚格达斯经中，有一些针对斋戒的律法。
- 斋月于阿亚密哈开始，诺露兹节结束。[3]
- 从日出到日落，完全禁绝食物、饮料和烟草。[2]
- 对于15岁以上的男女，斋戒是义务。[3]
- 如有人在守斋期间，无意识地饮食，并不算破斋，因为这只是意外。[6]
- 在极高纬度的地区，日夜时间差异极大，斋戒时间可按时钟固定。[3][6]

### 免除斋戒
在《亚格达斯经》中，规定了可免除斋戒的情况。符合这些情况的人，如果愿意，仍然可以选择斋戒。不守斋的人应当谨慎，节俭并在私下场合进食。
- 病患。
- 15岁以下及70岁以上。
- 重体力劳动者。
- 孕妇。
- 哺乳期妇女。
- 经期妇女。（作为替代，她们须在每天的正午到第二天正午之间行净体礼，并念诵“荣耀归于上苍，那光辉与华美之主”95遍。）[2]
- 在斋月期间旅行者。

旅行大于9小时（或徒步旅行大于2小时）者，可免除斋戒义务。如果旅行者停止旅途长于19天，则只在开头3天免除斋戒义务。如果他们回家，则须马上开始斋戒。